# بومر بنکس
میگل آنجل کروز با نام مستعار بومر بنکس (متولد ۱۳ ژوئن ۱۹۸۰ در میچوآکان) بازیگر فیلم‌های پورنوگرافی گی، رقصنده، مدل و فعال جنبش‌های ال‌جی‌بی‌تی آمریکایی است.
در سال ۲۰۱۴ در شیکاگو ایلینوی، در دو بخش بهترین مجری سال و بهترین آلت تناسلی با جایزه گرابی مفتخر شد و در سال ۲۰۲۲ در دیوار مشاهیر جایزه گرابی قرار گرفت